# 250er
Portal Geschichte | Portal Biografien | Aktuelle Ereignisse | Jahreskalender | Tagesartikel

◄ |
2. Jh. |
3. Jahrhundert
| 4. Jh. | ►

◄ |
220er |
230er |
240er |
250er
| 260er | 270er | 280er | ►

250 |
251 |
252 |
253 |
254 |
255 |
256 |
257 |
258 |
259

## Ereignisse
- 250: Erste allgemeine Christenverfolgung im Römischen Reich aufgrund des Opferedikts von Decius, das zwar das Christentum nicht verbietet, es aber als Sekte abwertet.
- um 250: Die Franken werden zum ersten Mal in der römischen Geschichtsschreibung erwähnt.
- 1. Junihälfte 251: Schlacht von Abrittus, Kaiser Decius fällt im Kampf gegen die Goten; sein Nachfolger wird Trebonianus Gallus.
- 257: Große Christenverfolgung in Rom durch Valerian.
- 259: Die Alamannen überwinden in breiter Front den obergermanisch-raetischen Limes, dessen Besatzung wegen der innerrömischen Auseinandersetzung zwischen Kaiser Gallienus und dem Usurpator Postumus erheblich reduziert war.